# Aleksandr Belostennyj

Belostennyj marca Renato Villalta in Italia-Unione Sovietica 87-85, il 26 luglio 1980

Aleksandr Michajlovič Belostennyj (in russo Александр Михайлович Белостенный? in ucraino Олександр Михайлович Білостінний?, Oleksandr Mychajlovyč Bilostinnyj; Odessa, 24 febbraio 1959 – Treviri, 25 maggio 2010) è stato un cestista sovietico, dal 1992 ucraino.

## Carriera
Con l'Unione Sovietica ha disputato due edizioni dei Giochi olimpici (Mosca 1980, Seul 1988), quattro dei Campionati mondiali (1978, 1982, 1986, 1990) e sei dei Campionati europei (1977, 1979, 1981, 1983, 1985, 1989).
Con la Squadra Unificata ha disputato Giochi olimpici di Barcellona 1992.

## Palmarès
- Campionato sovietico: 2

CSKA Mosca: 1979-1980
Stroitel' Kiev: 1988-1989
- Copa del Rey: 1

Saragozza: 1990